# Botești, Suceava
Botești este un sat în comuna Horodniceni, județul Suceava, în regiunea istorică Moldova, nord-estul României.

## Istorie
Botești a făcut parte din moșia Cantacuzinilor din Moldova, fiind menționat în recensământul din 1774, când doar satul Horodniceni însuma 196 de case, iar diferența de circa 30 de familii rezulta probabil din populația satului Botești. Conform monografiei semnate de Petrea Gîscă (2013), satul a existat încă din timpul domniei lui Ștefan cel Mare (1457–1504) și era parte integrantă a zonei istorice ce conducea spre Suceava.
În 1892, Revizoratul Școlar cere aici înființarea unei școli. Ministerul aprobă înființarea a două școli în județ, acestea fiind cele din Botești și Petia, comuna Pleșești. Între primii pedagogi ai școlii din Botești se află eminentul Vasile Todicescu, născut în 1887 în Boteștii Horodnicenilor. Deținător a trei doctorate în pedagogie și psihologie susținute la Universitățile din Iași, Geneva și Iena, Vasile Todicescu va introduce pedagogia experimentală în învățământul românesc. De asemenea, el înființează primul Laborator de Psihologie Experimentală din România, în cadrul Școlii Normale „Vasile Lupu” din Iași. Foștii elevi l-au prețuit. În 1933, câțiva au luat inițiativa de a-i ridica un bust, executat de pictorul și sculptorul Dimitrie Loghin în satul natal.

## Geografie
Relieful înconjurător al comunei Horodniceni este format din dealuri de 370-490 m altitudine, formate din argile și mlaștini locale, preponderent acoperite de păduriri de foioase și soluri agricole. Fauna include specii precum vulpi, dihori, veverițe și specii diverse de păsări; vestigiile arborilor includ stejar, molid și păducel.

## Demografie
În anul 2021, satul avea o populație de aproximativ 431 locuitori. Populația este majoritar română, iar religia predominantă este ortodoxă.

## Educație și cultură
Satul dispune de o școală primară și de un cămin cultural, unde se organizează periodic evenimente tradiționale și activități culturale. Obiceiuri precum colindatul, plugul și portul popular se păstrează în comunitate.

## Economie
Economia locală este dominată de agricultură, pomicultură și creșterea animalelor. În ultimii ani au apărut și mici afaceri în domeniul meșteșugurilor și prelucrării produselor agricole.

## Monumente și atracții
În zonă nu sunt monumente istorice clasate, dar arhitectura rurală tradițională este bine conservată. Peisajul natural include dealuri împădurite, adecvate pentru drumeții.

## Administrație
Botești este parte componentă a comunei Horodniceni, fiind reprezentat în Consiliul Local.

## Personalități
- Paul Gherasim (1925-2016), pictor român
- Dimitrie Loghin, (1910-1982), pictor român

 Acest articol despre o localitate din județul Suceava este deocamdată un ciot. Puteți ajuta Wikipedia prin completarea lui.

- Vasile Todicescu, (1887-1926), pedagog român